# شهرستان هه
شهرستان هه (به لاتین: He County) یک منطقهٔ مسکونی در چین است که در مانشان واقع شده‌است. شهرستان هه ۱٬۳۱۸٫۶ کیلومتر مربع مساحت و ۵۴۰٬۰۰۰ نفر جمعیت دارد.